# Monastero di Ter Apel

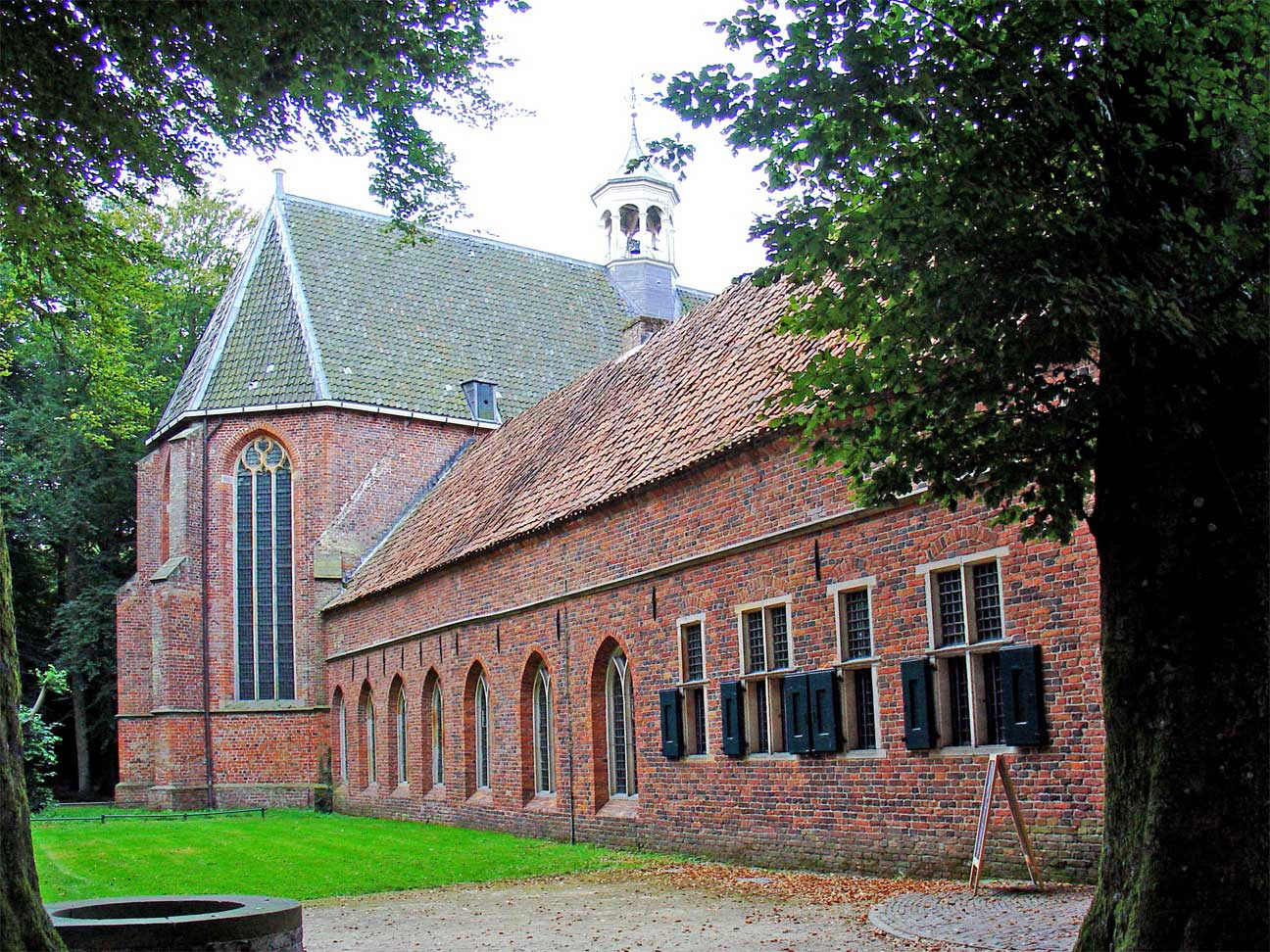
Ter Apel (Paesi Bassi): il monastero

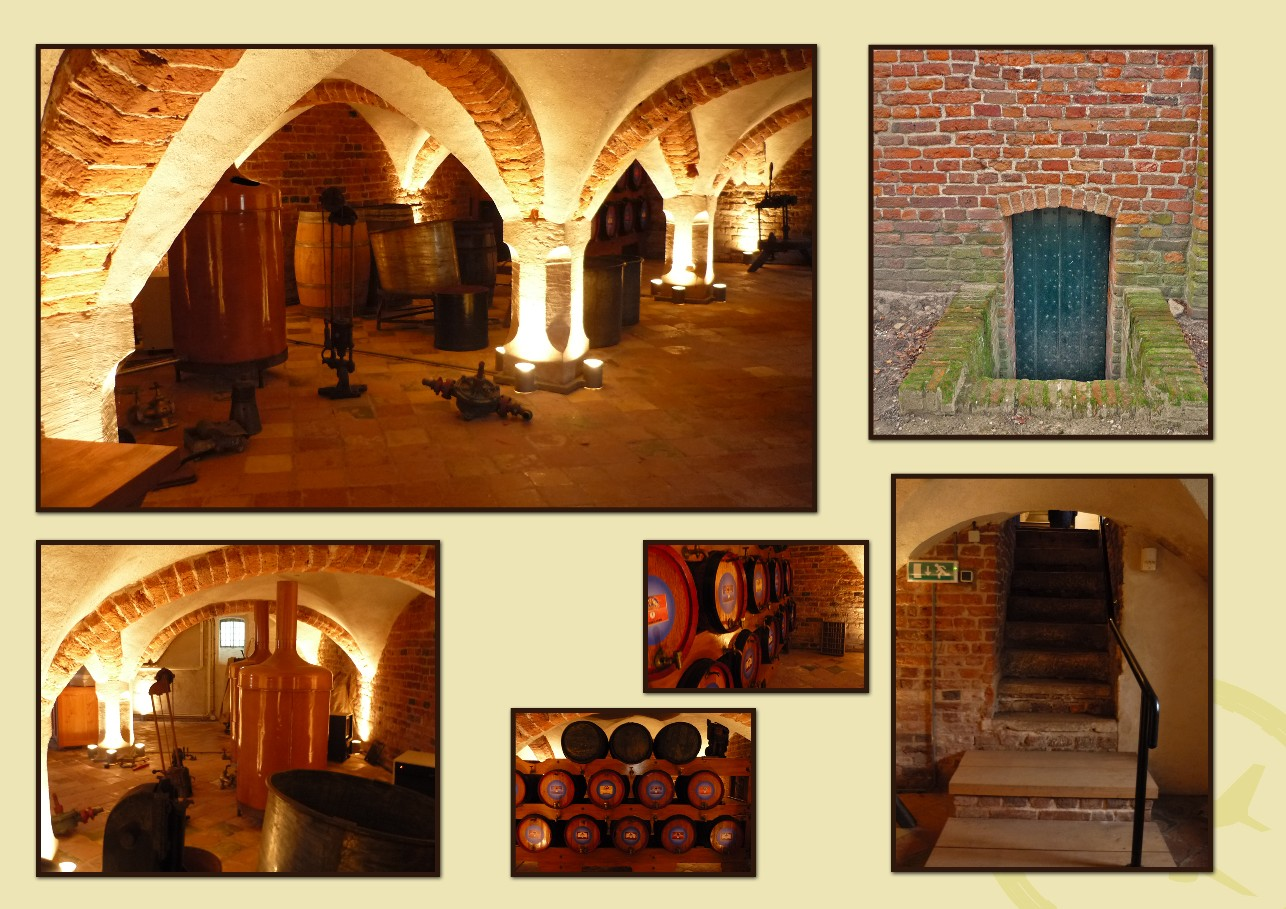
Immagini degli esterni e degli interni del monastero

Il monastero di Ter Apel (in olandese: Klooster Ter Apel) è un ex-monastero del villaggio olandese di Ter Apel (comune di Vlagtwedde), nella provincia di Groninga, fondato intorno al 1465 dall'Ordine della Santa Croce.
L'edificio, classificato come rijksmonument nr. 37457, è inserito dall'UNESCO nella lista dei 100 monumenti più importanti dei Paesi Bassi.

## Storia
La storia di questo edificio religioso ebbe inizio nel 1464, quando il sacerdote Jacobus Wiltingh donò un terreno ai monaci dell'Ordine della Santa Croce per costruirvi un monastero. Il monastero fu consacrato intorno al 1473 con il nome di Domus Novae Lucis. Nel corso della guerra degli ottant'anni, il monastero assunse una funzione strategica, diventando una sorta di fortezza per gli ufficiali delle truppe olandesi. In seguito, nel 1593, dopo che Ludovico di Nassau aveva conquistato quel territorio, il monastero si trovava in un luogo di religione protestante e i monaci furono costretti ad andarsene..
Tuttavia, ufficialmente i terreni su cui sorgeva il monastero erano di proprietà della famiglia Van Arenberg, di religione cattolica: nel 1617, i Van Arenberg cedettero i diritti di proprietà ad un commerciante, Willem van den Hove, il quale due anni dopo li cedette a sua volta alla città di Groninga, che divenne così proprietaria anche del monastero di Ter Apel. Persa la funzione originaria, l'ex-monastero fu in seguito adibito a scuola e alloggio. Nel 1755, crollò l'ala occidentale dell'edificio< e nel 1834 o 1837, alcune parti dell'edificio che erano a rischio crollo, tra cui le volte originarie, furono demolite.
|  |

Nel 1874, il sito fu visitato da Victor de Stuers, che si occupava della salvaguardia dei monumenti dei Paesi Bassi: De Stuers rimase sconvolta dallo stato di conservazione dell'edificio. Tra il 1932 e il 1933, fu intrapresa un'opera di restauro diretta da C.L. de Vos tot Nederveen Cappel, durante la quale furono aggiunte all'edificio delle nuove volte.

## Architettura
Il complesso è costituito da tre ali. L'ala meridionale è occupata dalla cappella (in seguito divenuta una chiesa protestante) in stile tardo-gotico.
All'interno della chiesa del monastero, si può ammirare, tra l'altro, un organo realizzato nel 1905 o 1908 dalla Ditta Van Oeckelen.
Gli interni dell'edificio ospitano anche un museo di storia e arte religiosa.